# Lutjanus sapphirolineatus
Lutjanus sapphirolineatus là một loài cá biển thuộc chi Lutjanus trong họ Cá hồng. Loài này được mô tả lần đầu tiên vào năm 2016.

## Từ nguyên
Từ định danh được ghép bởi hai âm tiết trong tiếng Latinh: sapphiro (“ngọc saphir”) và lineatus (“có sọc”), hàm ý đề cập đến các sọc ngang màu xanh óng ở thân trên của loài cá này.

## Phân bố và môi trường sống
L. sapphirolineatus có phân bố giới hạn ở vùng Tây Bắc Ấn Độ Dương, ban đầu chỉ được ghi nhận tại Oman và Somalia, nhưng sau đó được phát hiện thêm tại đảo Socotra (gần cửa vịnh Aden) và mở rộng lên vịnh Ba Tư, có khả năng loài này cũng sẽ được tìm thấy ở phía nam Biển Đỏ.
L. sapphirolineatus sống tập trung gần các rạn san hô hay rạn đá, không rõ độ sâu thu thập.

## Mô tả
Chiều dài cơ thể lớn nhất được ghi nhận ở L. sapphirolineatus là 15,3 cm (thuộc về mẫu định danh), nhưng có ý kiến cho rằng loài này có thể đạt đến 20 cm.
Thân trên màu vàng tươi, thân dưới màu trắng. Bụng có các chấm vàng trên mỗi vảy cá tạo thành những sọc vàng mỏng. Thân trên có 4 sọc màu xanh lam óng viền đen. Vây ngực và vây bụng trắng, các vây còn lại vàng. Mống mắt màu vàng kim.
Số gai ở vây lưng: 11; Số tia vây ở vây lưng: 13; Số gai ở vây hậu môn: 3; Số tia vây ở vây hậu môn: 8; Số tia vây ở vây ngực: 17; Số vảy đường bên: 47‒49.

## So sánh
Phức hợp cá hồng vàng sọc xanh bao gồm các loài sau: Lutjanus bengalensis, Lutjanus coeruleolineatus, Lutjanus kasmira, Lutjanus notatus và Lutjanus quinquelineatus, sau đó mới thêm vào 2 loài nữa là Lutjanus octolineatus và L. sapphirolineatus. Phân tích tiểu đơn vị cytochrome c oxidase I của ty thể giúp xác định tính hợp lệ của từng loài trong phức hợp này.
L. sapphirolineatus có một sọc ở phía trên của xương trước nắp mang (preoperculum) và phía trên nắp mang kéo dài thành sọc thứ ba, có 11 gai vây lưng và thường có 1‒4 hàng vảy má dưới ổ mắt; so với sọc thứ ba bắt đầu từ rìa sau của nắp mang, 12 gai vây lưng và chỉ có 1 hoặc 2 hàng vảy má dưới ổ mắt ở L. octolineatus; so với sọc xanh ở phía trên nắp mang, 11 gai vây lưng và không có vảy má ở L. bengalensis.